# سعید اویسی
سعید اویسی (سوئدی: Said Oveissi؛ زادهٔ ۱۷ مارس ۱۹۴۳) بازیگر، فیلم‌نامه‌نویس و کارگردان تئاتر ایرانی‌الاصل اهل سوئد است.

## حرفه
وی بازیگری را با «گروه هنر ملی» آغاز نمود و سپس در گروهی که «پیتر بروک» (کارگردان مشهور انگلیسی) برای اجرای نمایش در «جشن هنر شیراز» تشکیل داده بود، همکاری کرد و بعدها به «کارگاه نمایش» آربی اوانسیان پیوست.
او در اوایل دههٔ ۹۰ میلادی، به‌دنبال نگارش و کارگردانی نمایش‌نامه‌ای در انتقاد از حکومت، مجبور به ترک کشور شد و به سوئد رفت.
از فیلم‌ها یا برنامه‌های تلویزیونی که وی در سوئد در آنها نقش داشته‌است می‌توان به بال‌های شیشه‌ای اشاره کرد.
وی در سال ۲۰۰۰ میلادی، برندهٔ «جایزه گلدباگ» برای «بهترین بازیگر نقش مکمل مرد» شد.

## گزیدهٔ آثار

### تئاتر
- موضوع جدی نیست
- عروسک‌ها
- باغ آلبالو
- کالیگولا

### سینما
1. بوعلی سینا (۱۳۶۶)
2. پرونده (۱۳۶۲)
3. رگبار (۱۳۵۱)
4. ساعت فاجعه (۱۳۵۱)

### تلویزیون
| سال       | نام            | سمت    | کارگردان      | توضیحات                                                                                |
| --------- | -------------- | ------ | ------------- | -------------------------------------------------------------------------------------- |
| ۱۳۶۴      | بوعلی سینا     | بازیگر | کیهان رهگذار  | شبکه ۲ / نسخهٔ سینمایی‌اش در سال ۱۳۶۶ عرضه شد.                                           |
| ۱۳۶۴–۱۳۶۳ | امیرکبیر       | بازیگر | سعید نیک‌پور   | شبکه ۱ / در نقش «حاج علی فراشباشی»                                                     |
| ۱۳۶۳      | سربداران       | بازیگر | محمدعلی نجفی  | او در این سریال، ابتدا در نقش یک پیک (ایلچی) و سپس خان باشین را بازی کرد.              |
| ۱۳۵۲–۱۳۵۰ | دلیران تنگستان | بازیگر | همایون شهنواز | این سریال در چهارده قسمت و در طول دو سال ساخته شد و اولین بار در اسفند ۱۳۵۳ پخش گردید. |